# Mihai Băcescu
Mihai Băcescu, född den 28 mars 1906 i Broşteni, Suceava, död den 6 augusti 1999 i Bukarest. Rumänsk zoolog.
Băcescu gav ut knappt 480 publikationer om alla typer av djur. Han intresserade sig för deras morfologi, taxonomi och djurgeografi samt även skydd av arter och deras relation med människor. Han huvudsakliga specialområden var pungräkor, Cumacea och Tanaidacea av vilka han beskrev mer än hundra nya arter och flera familjer. Han skrev även ett flertal böcker om Svarta havets ekologi, Rumäniens fauna, bioetnologi etc.